# Landkreis Berchtesgadener Land
Landkreis Berchtesgadener Land ligger i den sydøstlige del af den  tyske delstat Bayern, i Regierungsbezirk Oberbayern. Den hører til  Euregio Salzburg – Berchtesgadener Land – Traunstein og er mod øst, syd og sydvest omgivet af den østrigske delstat Salzburg. Kun i nordvest og nord grænser den til sin tyske nabolandkreis Traunstein. Landkreis Berchtesgadener Land udgør det sydøstlig hjørne af Bayern. 	

## Geografi
Mens den nordlige del af området er bakket, med enkelte søer, som f.eks. Abtsdorfer See og floden Salzach som grænse til Østrig, ligger den sydlige del af landkreisen (fra Bad Reichenhall og  Hallthurmerbjerget) i de Bayerske Alper.	
I den sydlige del ligger også de smukke søer  Hintersee og Königssee.

## Turisme und og seværdigheder
Landkreis lever for en stor del af turisme, især den sydlig del med Berchtesgaden, Ramsau bei Berchtesgaden og Schönau am Königssee.
- Nationalpark Berchtesgaden
- Königssee
- Watzmann
- Salzbergwerk Berchtesgaden
- Alte Saline (Bad Reichenhall)

## Byer og kommuner
Kreisen havde 105722  indbyggere pr.  2018-12-31

| Byer 1. Bad Reichenhall, Administrationsby (18278) 2. Freilassing (16939) 3. Laufen (7192) Købstæder 1. Berchtesgaden (7780) 2. Marktschellenberg (1776) 3. Teisendorf (9325) Kommuner 1. Ainring (9908) 2. Anger (4542) 3. Bayerisch Gmain (3100) 4. Bischofswiesen (7394) 5. Piding (5419) 6. Ramsau b.Berchtesgaden (1714) 7. Saaldorf-Surheim (5525) 8. Schneizlreuth (1309) 9. Schönau a.Königssee (5521) |

Ubeboede kommunefri områder
(71,33 km², i alt)
1. Bischofswiesener Forst (29,46 km²)
2. Eck (12,60 km²)
3. Forst Sankt Zeno (12,26 km²)
4. Schellenberger Forst (17,01 km²)

- Watzmann
- Königssee
- Hintersee
- Ramsau